# Gare de Tantonville
Gare de Tantonville vasútállomás Franciaországban, Tantonville településen.

## Vasútvonalak
Az állomást az alábbi vasútvonalak érintik:
- Jarville-la-Malgrange–Mirecourt-vasútvonal

## Kapcsolódó állomások
A vasútállomáshoz az alábbi állomások vannak a legközelebb:
- Gare de Ceintrey
- Gare de Vézelise